# Гринвуд (Пенсилванија)
Гринвуд (енгл. Greenwood) насељено је место без административног статуса у америчкој савезној држави Пенсилванија.

## Демографија
По попису из 2010. године број становника је 2.458.
| Група             | 2000.    | 2010.         |
| Белци             | 0 (0,0%) | 2.389 (97,2%) |
| Афроамериканци    | 0 (0,0%) | 30 (1,2%)     |
| Азијати           | 0 (0,0%) | 14 (0,6%)     |
| Хиспаноамериканци | 0 (0,0%) | 14 (0,6%)     |
| Укупно            | 0        | 2.458         |